# Vuzetka
Vuzetka je poljska sladica, ki je sestavljena iz dveh plasti čokoladnega biskvitnega testa, med katerima je plast stepene sladke smetane. Sladico je izumil slaščičar v bližini Varšave, ki je imel svojo slaščičarno ob Avtocesti W-Z. Tam je sladico začel prodajati konec štiridesetih let 20. stoletja. Kasneje je vuzetka postala tradicionalna sladica kavarn in slaščičarn po Varšavi in ena izmed najbolj priljubljenih sladic na Poljskem. 
Zgodovinarji so mnenja, da ime sladice izvira iz imena avtoceste W-Z (cesta vzhod-zahod), ki je potekala mimo slaščičarne, kjer so sladico izumili. Drugi so mnenja, da je ime akronim, "WZC" pa naj bi po mnenju nekaterih izviral iz imena Varšavske slaščičarne (Warszawskie Zakłady Cukiernicze), po mnenju drugih pa naj bi pomenil sladica s čokolado (wypiek z czekoladą). Ena od možnosti je tudi, da ime izvira iz kratice "WZK" in bi lahko pomenil "sladica s smetano" (wypiek z kremem).
Slaščičarna, kjer so izumili vuzetko se je najbrž nahajala ob cesti W-Z, nekje v okolici kina "Kino Muranów" v varšavskem okrožju Muranów.

## Priprava
Originalnega recepta za vuzetko ni, načeloma pa se med dve plasti biskvitnega testa s kakavom namaže stepena sladka smetana z dodatki. Testo se pripravi iz pšenične bele moke, jajc, sladkorja in kakava. Testo se 20–30 minut peče v pečici na temperaturi 180º C. Biskvit se nato polije s punčem. Zgornja plast biskvita se namaže z marmelado, ki se nato prelije s topljeno čkolado. Smetanov nadev vsebuje 36 % stepene sladke smetane, sladkor v prahu in želatino. Na vrh tradicionalno sodi brizg sladke smetane.